# Paraelops cearensis
Paraelops cearensis è un pesce osseo estinto, appartenente agli elopiformi. Visse nel Cretaceo inferiore (Aptiano - Albiano, circa 120 - 112 milioni di anni fa) e i suoi resti fossili sono stati ritrovati in Sudamerica.

## Descrizione
Questo pesce era lungo solitamente circa 40 centimetri, ma poteva superare i 70 centimetri; possedeva un corpo slanciato e affusolato. La testa era allungata ma il muso ea corto e leggermente prognato, con la mandibola un poco rivolta all'insù. Era dotato di grandi occhi, mentre le mascelle erano fornite di miscroscopici denti che andavano a formare un denso pattern sulle piastre dentarie. Erano presenti due ossa infraorbitali prominenti che formavano il margine posteriore dell'orbita, anche se un terzo (il dermosfenotico) era presente e molto più piccolo degli altri infraorbitali. La pinna dorsale era posta all'incirca a metà del corpo ed era di forma triangolare e dalla punta ottusa, mentre la pinna anale era notevolmente più piccola e più arretrata. Le scaglie rivestivano completamente il corpo, erano di forma cicloide e di piccole dimensioni.

## Classificazione
Paraelops venne descritto per la prima volta da Silva Santos nel 1971, sulla base di resti fossili ritrovati nella famosa Chapada do Araripe, nella formazione Romualdo, nel nordest del Brasile. 
Paraelops cearensis è stato variamente attribuito agli albuliformi e agli elopiformi, ma gli studi più recenti lo ascrivono con certezza a quest'ultimo ordine di teleostei, in una posizione basale a più derivata rispetto all'affine Epaelops (Alves et al., 2020). Secondo un'altra analisi, Paraelops sarebbe il taxon basale del gruppo Elopoidei, alla base di forme come Elops, Ichthyemidion e Megalops (de Figueiredo et al., 2012).

## Paleoecologia
Probabilmente Paraelops era un veloce predatore di piccoli pesci.